# Gerhard Müller (Ingenieur)

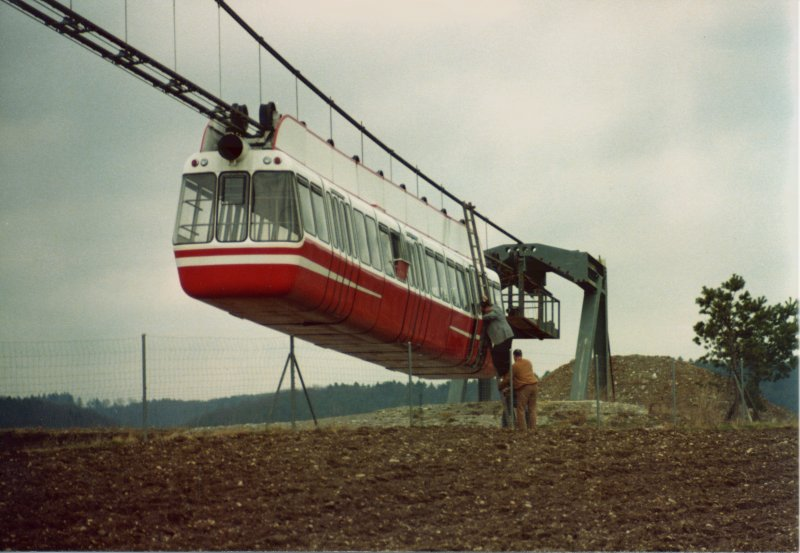
Aerobus-Testanlage in Dietlikon 1974

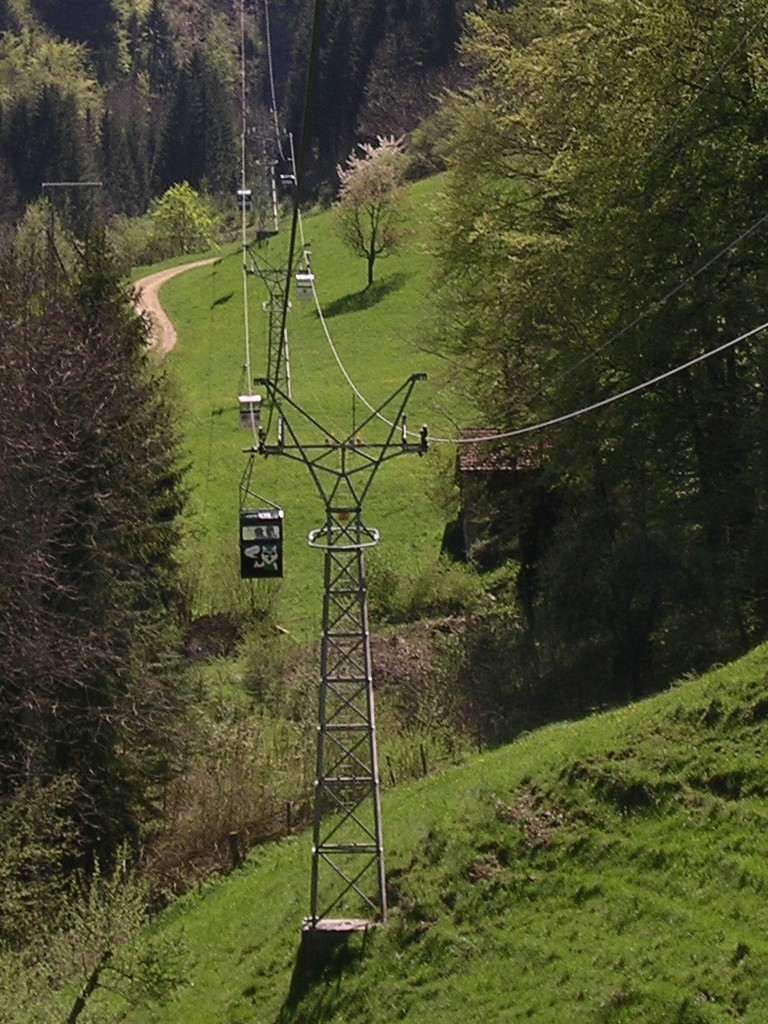
Kuppelbare Gondelbahn auf die Wasserfallen, Schweiz, erbaut 1956, demontiert 2006

Gerhard Müller (* 1915 in Männedorf, Kanton Zürich; † 1985 in Dietlikon, Kanton Zürich) war ein Schweizer Ingenieur.

## Leben
Im Jahre 1932, mit 17 Jahren, baute Müller aus Motorradteilen seinen ersten Skilift, welcher auf dem Albispass installiert wurde. Später liess er sich sein Konstruktionsprinzip patentieren. 
1947 gründete er in Dietlikon, Kanton Zürich die Maschinenfabrik Gerhard Müller Dietlikon (GMD), die sich in der Folge zu einem der weltweit bedeutendsten Produzenten von Skiliften, Sesselbahnen und Gondelbahnen entwickelte, siehe dazu auch Müller-Klemme. Seine zahlreichen Erfindungen und Neuentwicklungen zeichnen sich einerseits durch ein hohes Mass an Pragmatismus aus, sind andererseits gleichzeitig geprägt von Müllers stetiger Suche nach einer mechanisch perfekten Lösung. Dabei hat er durch Standardisierung von Komponenten erhebliche Kostenvorteile gegenüber seinen Konkurrenten erzielt.
Im Rahmen eines philanthropischen Engagements finanzierte, konstruierte und installierte Müller auf eigene Initiative im Jahr 1958 eine Belüftungsanlage für den überdüngten Pfäffikersee. Die Belüftung steht in stark veränderter Form bis heute im Einsatz.
1969 erfand Müller den Aerobus, ein elektrisch betriebenes Fahrzeug für den öffentlichen Personennahverkehr, das als Hängebahn an hängebrückenartig abgespannten Drahtseilen und Tragschienen fährt. Trotz grosser technischer Fortschritte und erfolgreicher Testinstallationen gelang es Müller nicht, das System zu verkaufen. Die 1975 auf der Bundesgartenschau in Mannheim aufgebaute Anlage brachte dem Unternehmen grosse Verluste und gerichtliche Auseinandersetzungen mit der Stadt Mannheim. 1985 starb er an den Folgen eines Herzinfarktes.
Viele müllersche Seilbahnanlagen waren bis zu ihrer Stilllegung bis zu 50 Jahre im ununterbrochenen Betrieb, was für die Robustheit des Konstruktionsprinzips spricht. Verschärfte, der EU-Gesetzgebung angepasste Betriebsvorschriften für Seilbahnen in der Schweiz haben zum Aussterben der Gondelbahnen und Sesselbahnen nach dem System Müller geführt, während noch zahlreiche Skilifte bis heute überlebt haben. In Australien, Deutschland, Schottland, Kanada, Mexiko und den USA sind nach wie vor Müller-Sesselbahnen anzutreffen.

## Erfindungen
- Bodennaher Schlepplift für Skifahrer, Babylift oder Ponylift genannt (1932, patentiert 1935)
- Automatisch betätigte Schraubklemme für kuppelbare Seilbahnen, die sogenannte Müller-Klemme (1949, patentiert 1952)[6]
- Hängebahn mit Seiltragwerk (1972, weltweit patentiert 1976)